# T.A. Ramalingam Chettiar
T.A. Ramalingam Chettiar (ur. 1881, zm. 1952) – indyjski przedsiębiorca, prawnik działacz niepodległościowy i polityk.

## Życiorys
Urodził się w Tiruppur, w zamożnej rodzinie. Podjął studia prawnicze, pracował następnie w zawodzie, w madraskim Sądzie Najwyższym. Później pełnił też kierownicze funkcje w środowisku madraskiej palestry. Włączył się w życie polityczne Indii Brytyjskich. Początkowo związany z ruchem drawidyjskim, wkrótce jednak wstąpił do Indyjskiego Kongresu Narodowego. Był przewodniczącym rady dystryktu Coimbatore (1913), zasiadał też we władzach miejskich Coimbatore. W 1921 wybrany do Rady Ustawodawczej Madrasu, w jej ławach zasiadał aż do 1939. Członek Konstytuanty opracowującej indyjską ustawę zasadniczą. W 1951 został wybrany do izby niższej indyjskiego parlamentu federalnego.
Pamiętany przede wszystkim jako pionier ruchu spółdzielczego wśród Tamilów. Ze spółdzielczością związany od 1911, zabiegał o tworzenie spółdzielni zwłaszcza wśród tkaczy. Był prezesem Cooperative Central Bank, State Cooperative Bank oraz Madras Land Mortgage Bank. Swoje poglądy przedstawiał na łamach założonego przez siebie miesięcznika "Kooturavu".
Znany z zamiłowania do literatury tamilskiej. Opublikował szereg artykułów poświęconych Tamilom z okresu klasycznego. W 1949 wygłosił na forum Konstytuanty przemówienie, w którym ostro potępił próby przyznania hindi statusu nadrzędnego wobec wszystkich innych języków kraju.